# Lucchini Corse

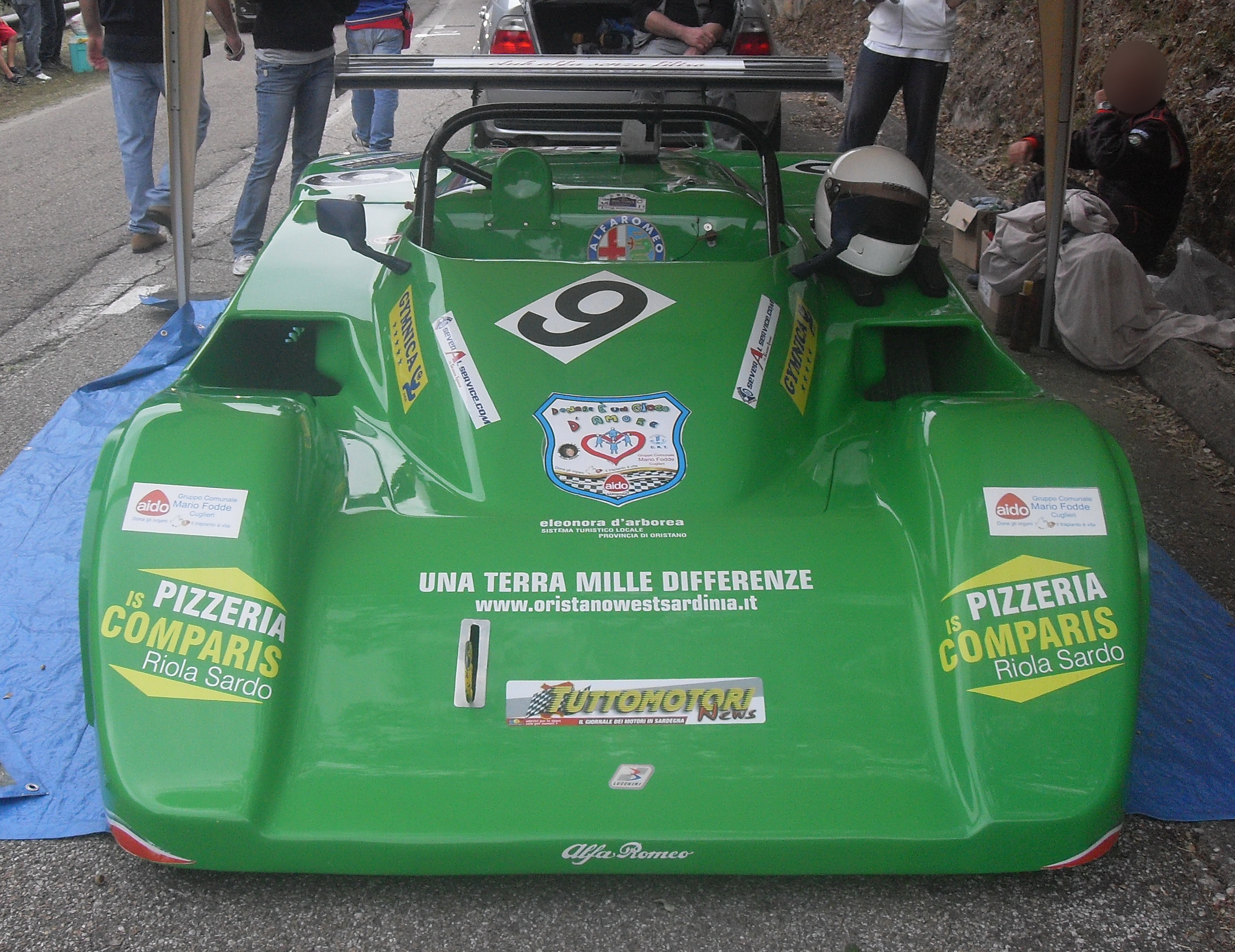
Lucchini SN88 Alfa Romeo, cronoscalata Iglesias-Sant'Angelo 2012

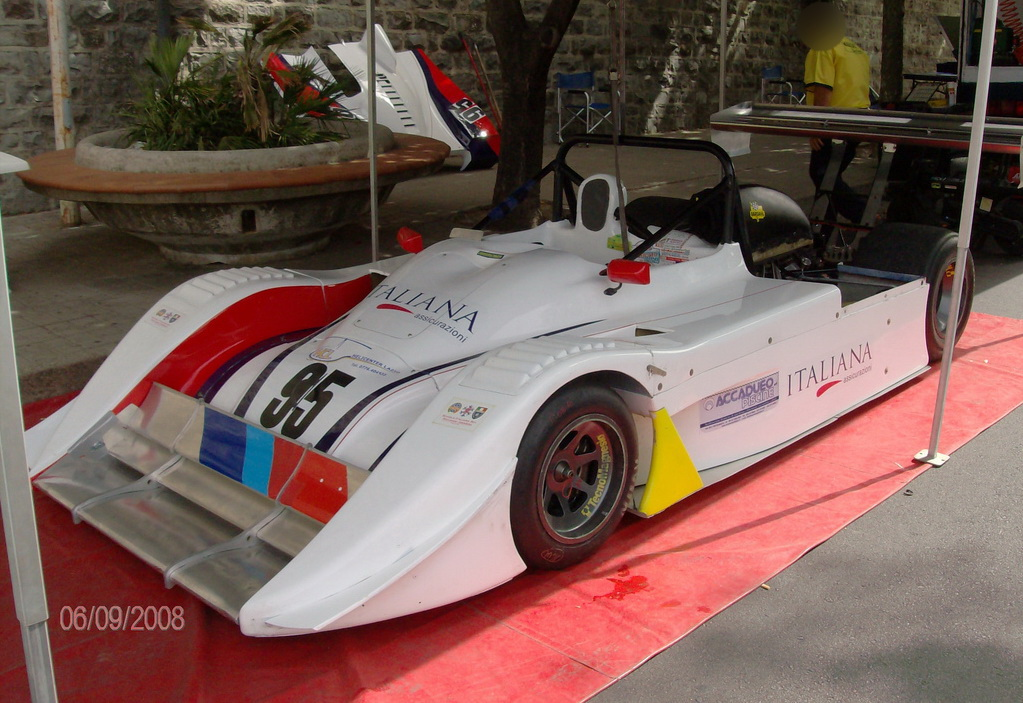
Lucchini P1-98 BMW alla Cronoscalata Cuglieri-La Madonnina nel 2008

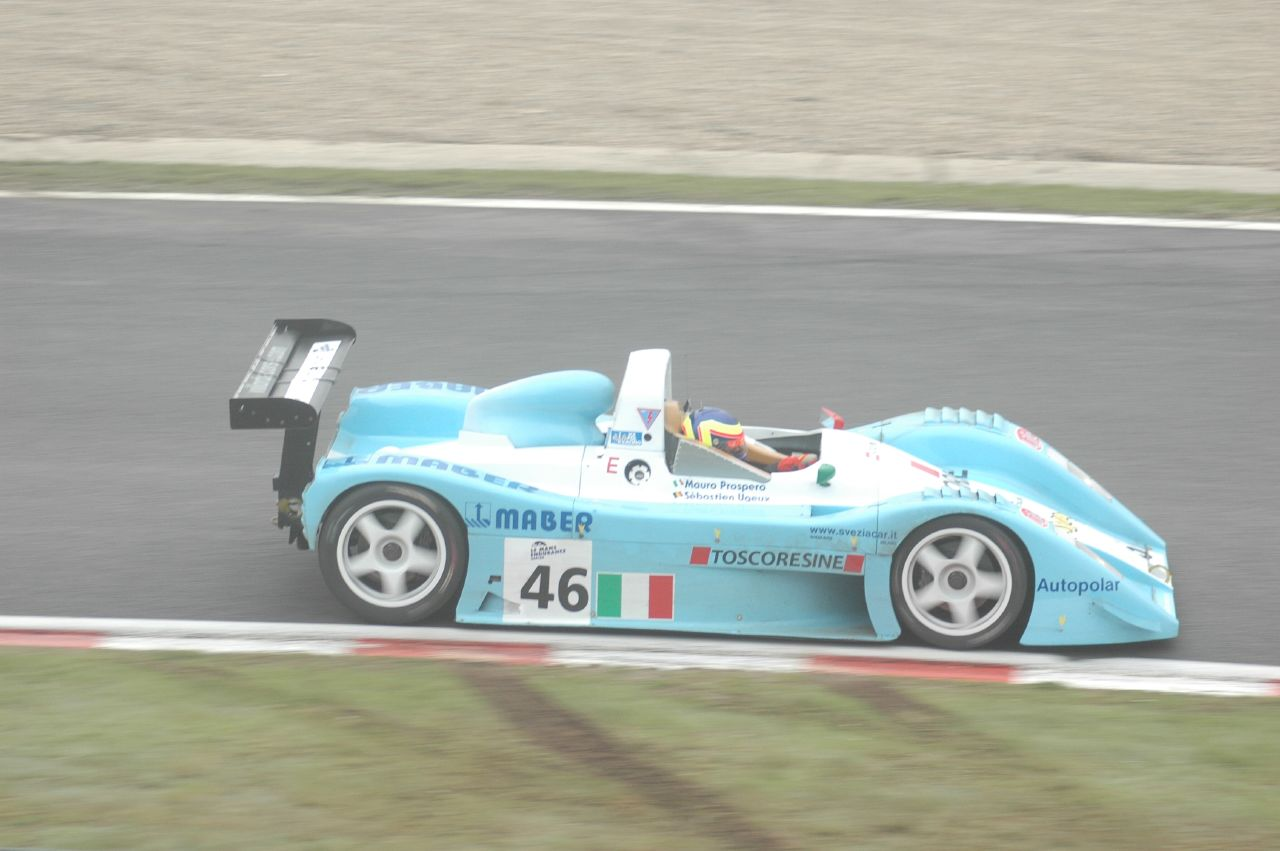
Lucchini SR2

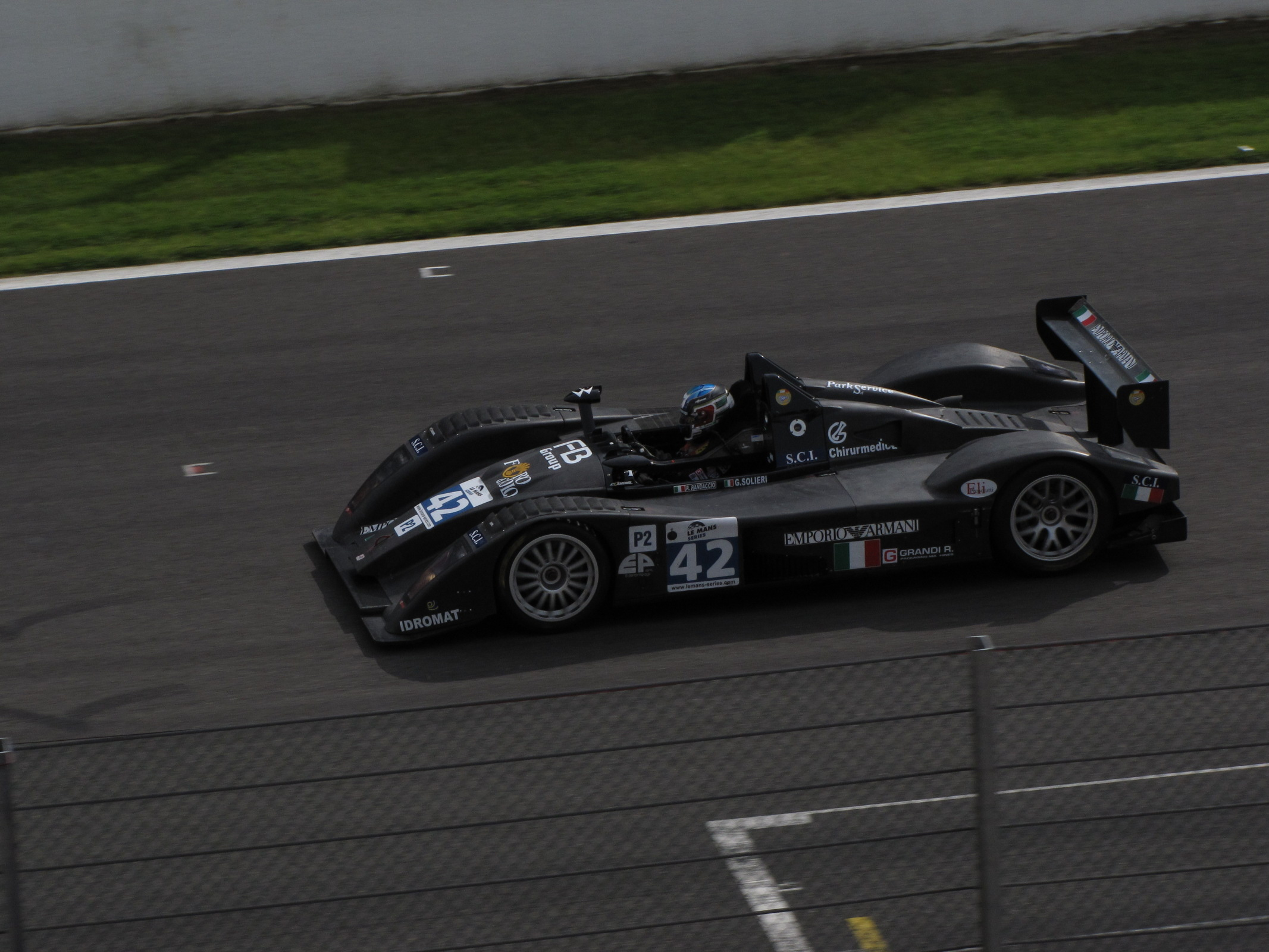
Lucchini 1000 km Spa 2009

Lucchini Corse o Lucchini Engineering è stata una casa costruttrice italiana di autovetture da competizione e al contempo anche una squadra corse. Fondata da Giorgio Lucchini a Porto Mantovano nel 1980, l'azienda ha costruito una grande varietà di vetture "prototipo" (caratterizzate dalla carrozzeria barchetta) per l'uso in cronoscalata così come per gare di durata o per i vari campionati nazionali e internazionali su pista, come il Campionato Italiano Prototipi e la 24 Ore di Le Mans.
Lucchini ha avuto un buon successo nel corso degli anni, tra cui il campionato FIA Sportscar come costruttore e squadra nella classe SR2 per due anni di fila (2002 e 2003). Hanno inoltre vinto diversi campionati europei, italiani e francesi di cronoscalate.
L'attività dell'azienda è cessata nel 2010, quando il fondatore cedtte l'attività ad un nuovo proprietario, che però decedette poco tempo dopo.

## Palmarès
- 24 Ore di Le Mans : partecipazione nel 1993 alla partenza di classe LMP2.
- Campionato europeo della montagna : vincitore della categoria II nel 1995 con Fabio Danti.
- 6 Ore di Vallelunga : vincitore nel 2001 con Ernesto e Massimo Saccomanno Vincitore nel 2003 con Filippo Vita e Luigi Luca.
- FIA Sportscar : vincitore costruttori, squadra e piloti nella categoria SR2 nel 2002 e nel 2003 con Mirko Savoldi e Piergiuseppe Peroni.

## Modelli
Principali prototipi costruiti dalla casa 
```
Modello
        
Motore
          
Anno
```

- S280   	 	1981
- SN85-019       	1985
- SN86/33 	Alfa Romeo 2.5 	1986
- SN87	        Alfa Romeo 2.5 	1987
- SN88 	        Alfa Romeo 2.5 	1988
- S287	        Alfa Romeo  	1987
- S288-044 Alfa Romeo  	1988
- SP288-050 	BMW 	        1988
- S289/059 	Alfa Romeo 	1989
- SP390-072 	  	        1990
- SP390/073 Alfa Romeo 3.0 24V 	1990
- SP90/077 	Alfa Romeo 	1990
- SP91/084 Alfa Romeo 3.0 12V 	1991
- SP91/085        	  	1991
- SP91/086 Alfa Romeo 3.0 12V	  	1991
- P394/102 Alfa Romeo 3.0 24V 	1994
- P3-94M-105 	BMW 	        1994
- P3-95M-111 	BMW 	        1995
- P3-95M-115 Alfa Romeo 	1995
- P3-96-116 	Alfa Romeo 	1996
- P3-96M-124 	BMW 	        1996
- P1-97-130 	BMW 	        1997
- P1-98-132 	BMW 	        1998
- P1-98/133 	Alfa Romeo 	1998
- P1-98-136 	BMW 	        1998
- SR1-98/138 	Ford 	        1999
- SR2-99/139 	Alfa Romeo 	1999
- SR2-99/140 	Alfa Romeo 	1999
- SR2000/141 	Alfa Romeo 	2000
- SR2000/142 	Alfa Romeo 	2000
- SR2001/143 	Alfa Romeo 	2001
- SR2001/144 	Alfa Romeo 	2001
- SR2001/145 	Alfa Romeo 	2001
- SR2001/146 	Alfa Romeo 	2001
- SR2002/147 	Alfa Romeo 	2002
- SR2002/148 	Nissan 	        2002
- LMP2-04/152 	Judd 	        2004
- ?-157 	  	                2006
- ?-158 	  	                2006
- LMP2-08/165 	Judd 	        2008
- LMP2-08/166 	Judd 	        2008
- SP09/001.         BMW               2009